# マンドゥ (料理)
マンドゥ（朝鮮語: 만두 / 饅頭）は、朝鮮料理における餃子である。薄い皮で肉や野菜などの具材を包み、蒸す、揚げる、焼く、茹でるなどの方法で調理される。

## 名称と定義
マンドゥの漢字表記は饅頭であるが、実は饅頭だけではなく、朝鮮料理風の焼き餃子・蒸し餃子・肉まん・焼売・小籠包などの塩辛い、甘い麵食を含めた総称的なものである。

## 概説
形状や作り方、調理法はほぼ餃子に近い。小麦粉で作った皮に具を詰め、煮たり、揚げたり、焼いたりして食べる。具にはダイコン、豚肉、ニラ、キムチ、豆腐、春雨などが使われる。形は蒸し器で蒸した日本の肉まん型のものやひだをつけた半月状の餃子型、具を置いた皮を二つ折りにし、半月形にしてから両端を留めて円形にしたものなど独特なバリエーションがある。
油で揚げるか焼いて食べるクンマンドゥ（군만두、焼き饅頭）は、韓国では中華料理店や大衆食堂である粉食（プンシク）店などでよく見られ、蒸したジンマンドゥ（찐만두）も粉食店では定番である。茹でたムルマンドゥ（물만두、水饅頭）は中華料理店でよく食べられる。中華料理店や粉食店などの飲食店ではクンマンドゥを揚げて調理することが多く、日本風に油で焼いたクンマンドゥは屋台でよく提供されている。クンマンドゥやジンマンドゥは酢醤油を添えて食べる。ワンマンドゥ（왕만두、王饅頭）は餃子よりも日本の肉まんや中国の包子に近い。朝鮮半島北部の料理にマンドゥをスープ（クク）に入れたマンドゥククやトックク（トックのスープ）にマンドゥを入れたマンドゥトッククがある。
韓国の屋台でよく見られる餃子型マンドゥは殆どが冷凍食品である。一般家庭でも冷凍食品の餃子型マンドゥがよく食べられ、500g、1kg入りのものを中心にスーパーマーケットなどで多く売られている。最近はMBC放映のドラマ「大長今」から名前を取った四角い形のマンドゥ「大長今」や海鮮マンドゥなど、冷凍マンドゥも多様化している。

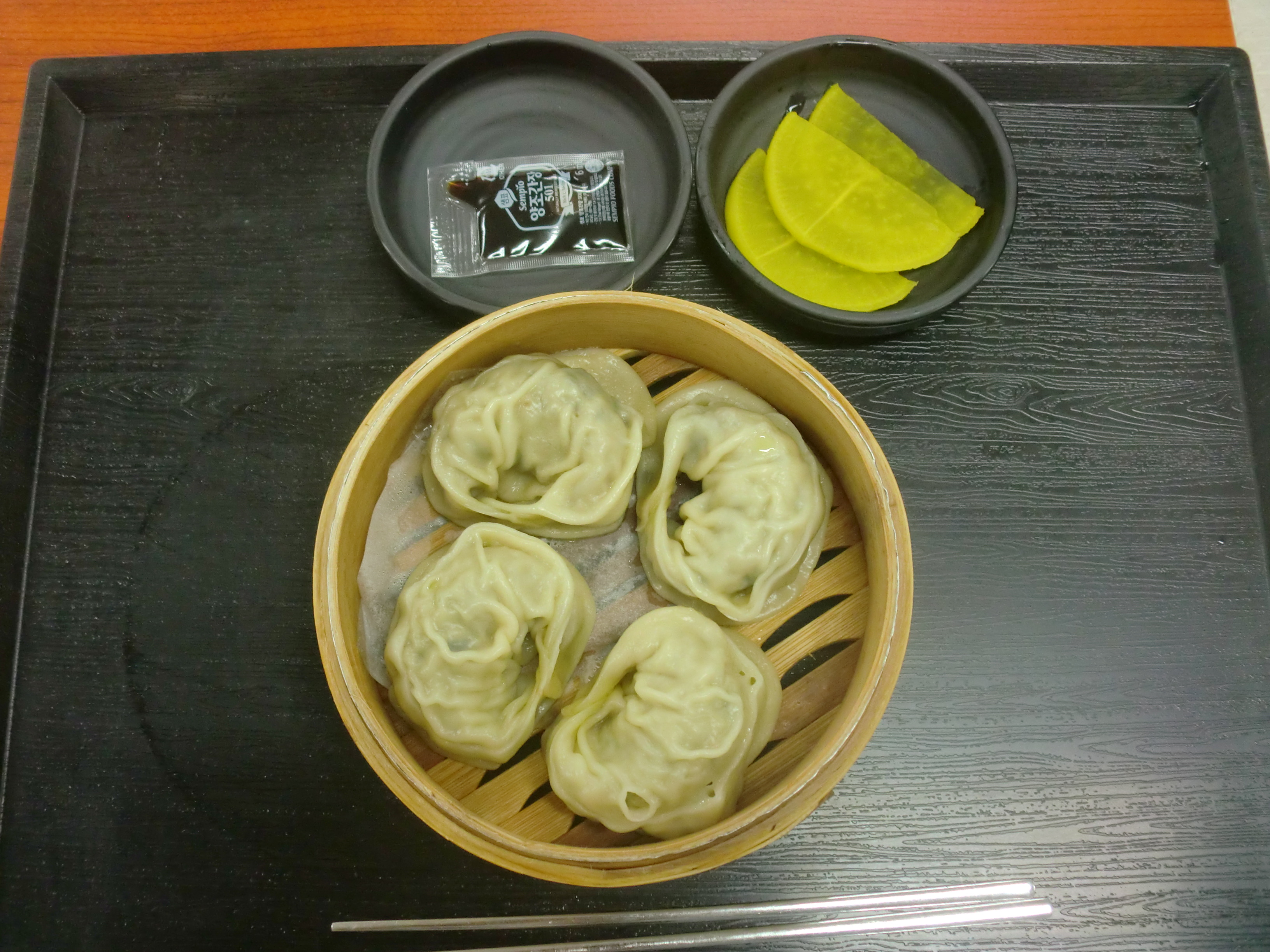
マンドゥ
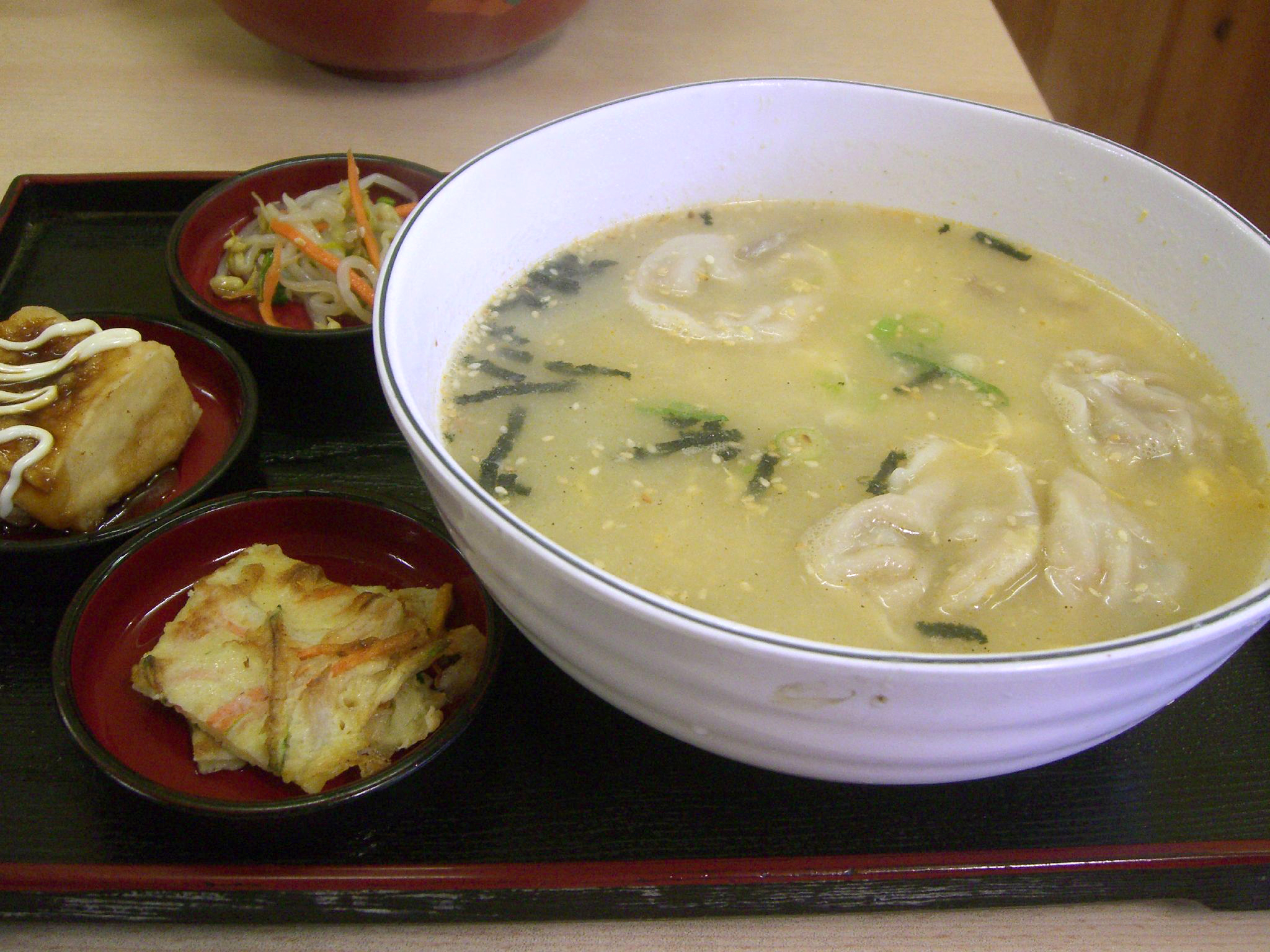
マンドゥクク
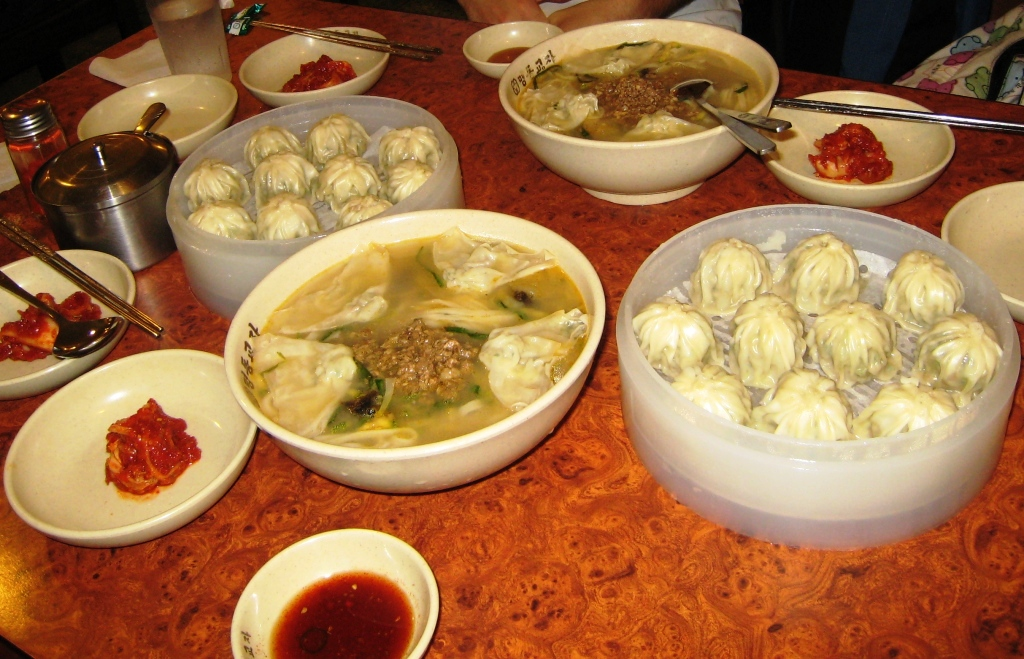
明洞餃子のマンドゥとカルグクス
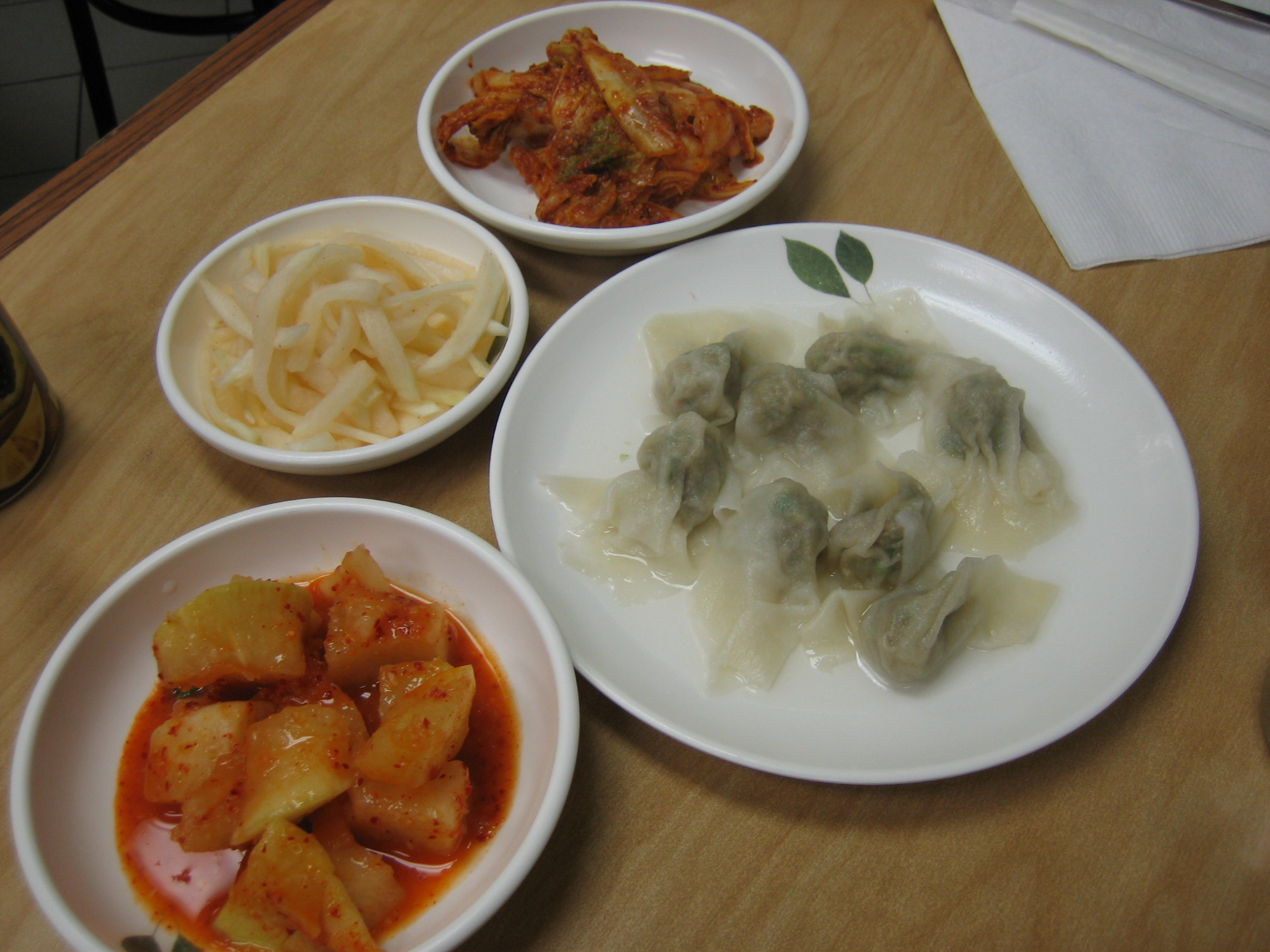
ムルマンドゥとキムチ
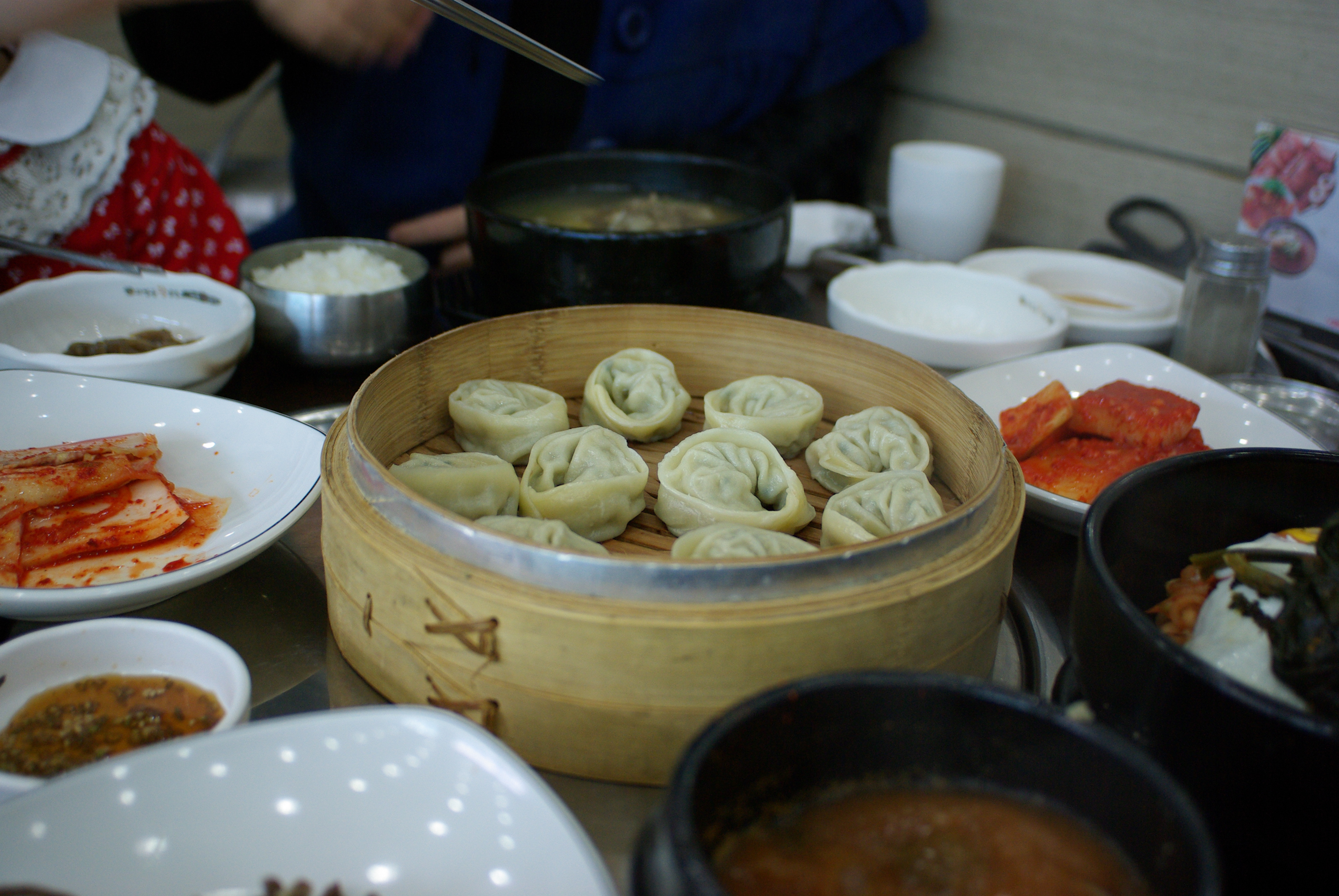
マンドゥ
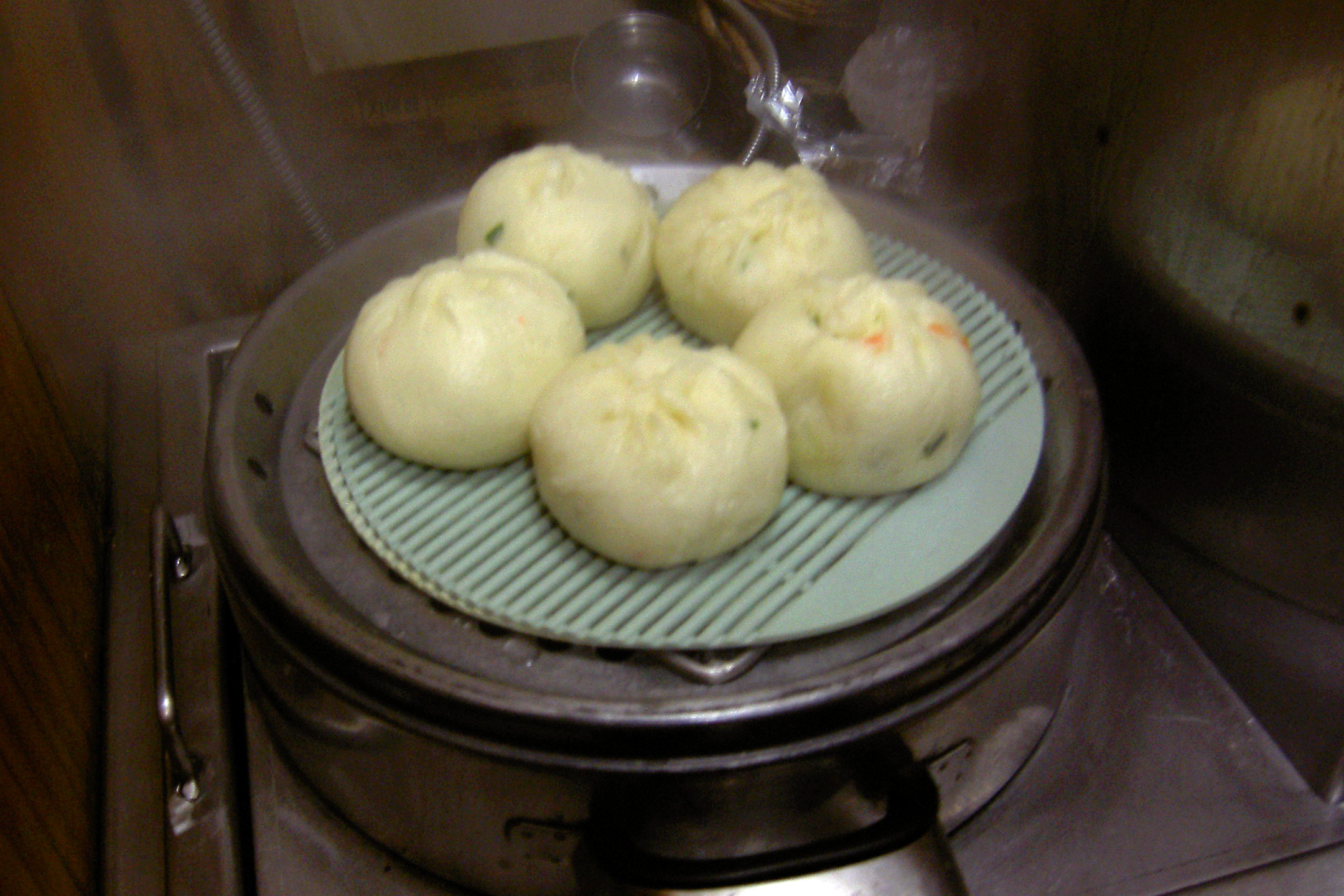
ワンマンドゥ
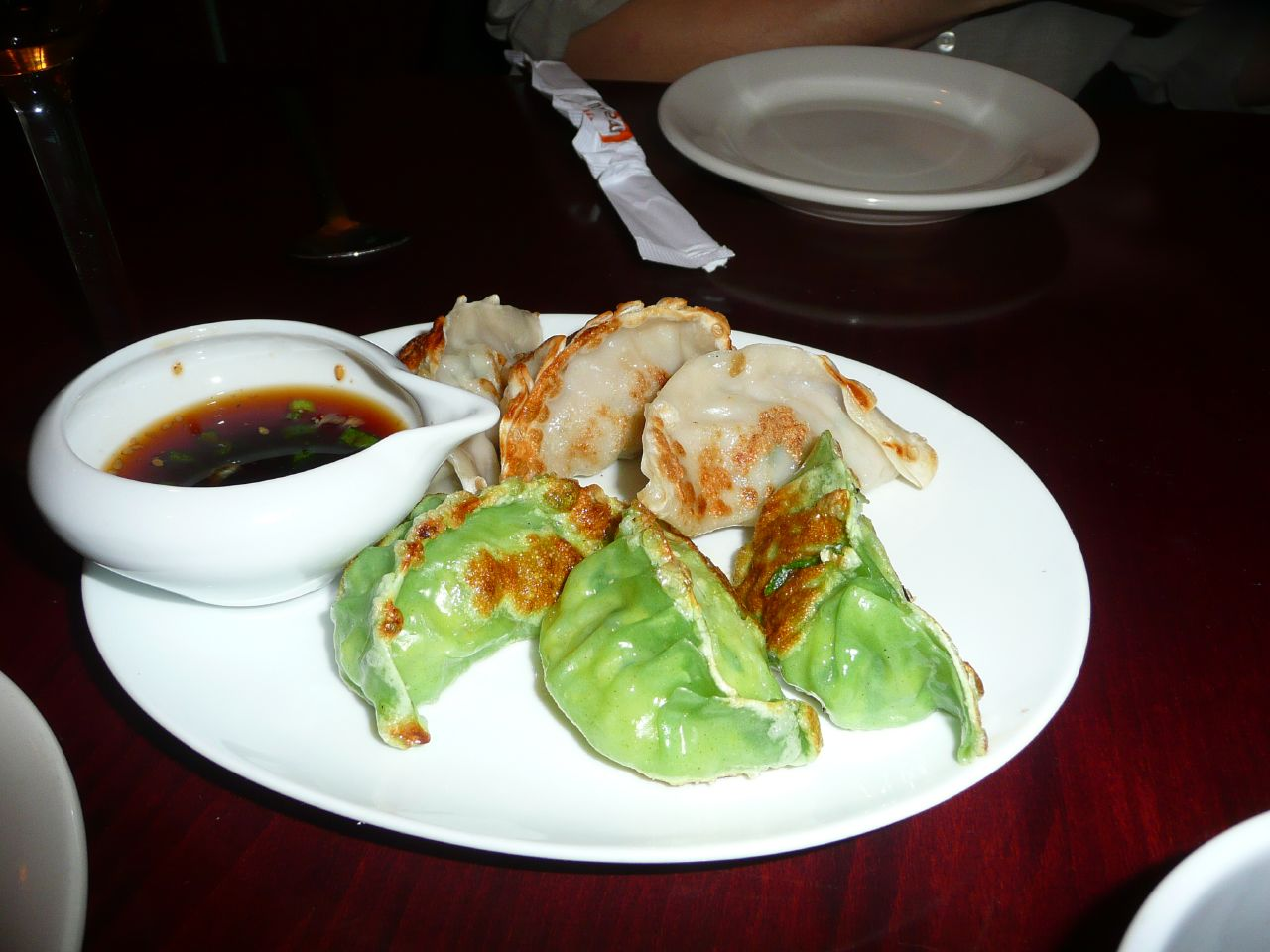
クンマンドゥ
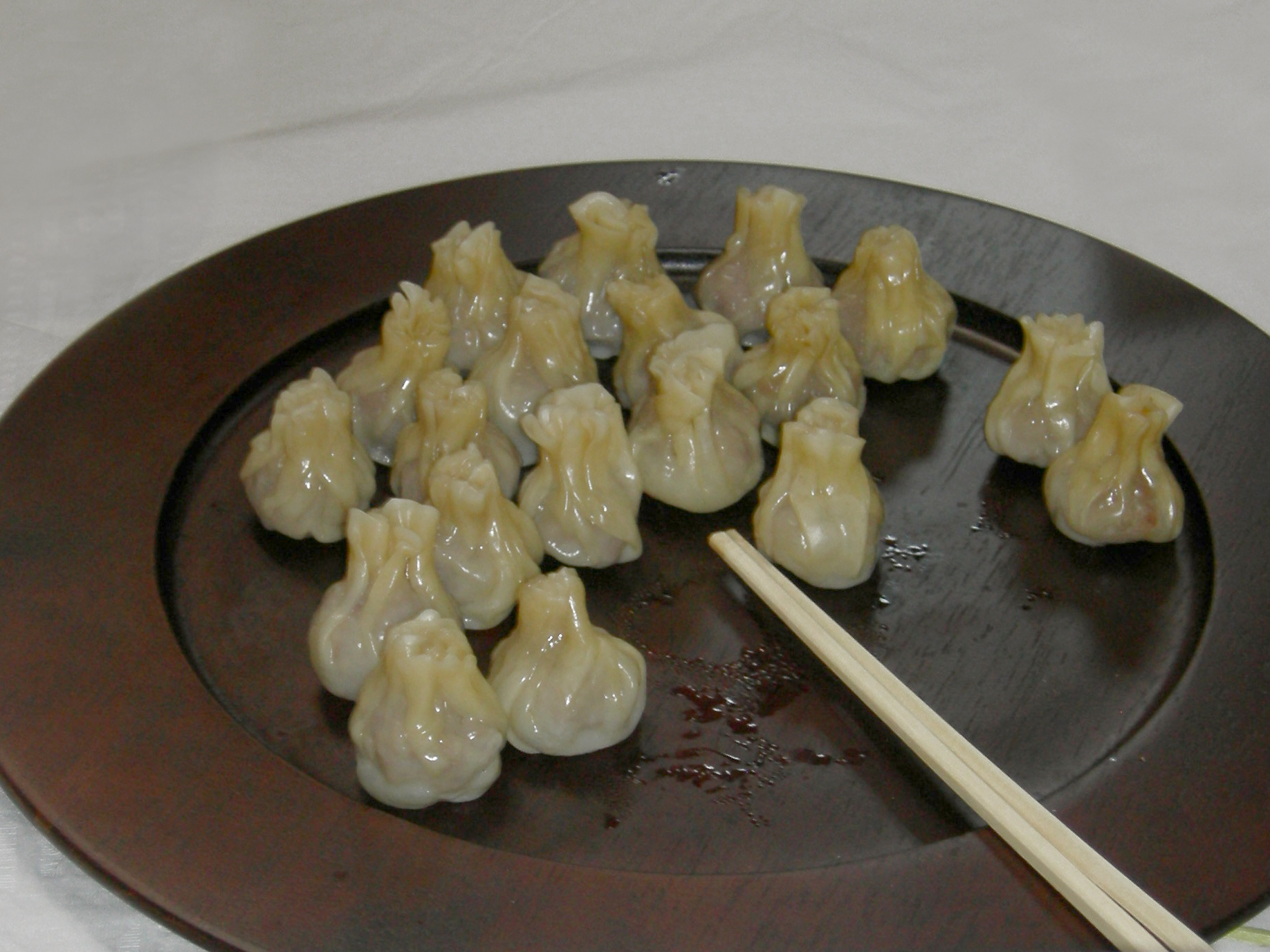
具にレンコンを入れたヨングンマンドゥ
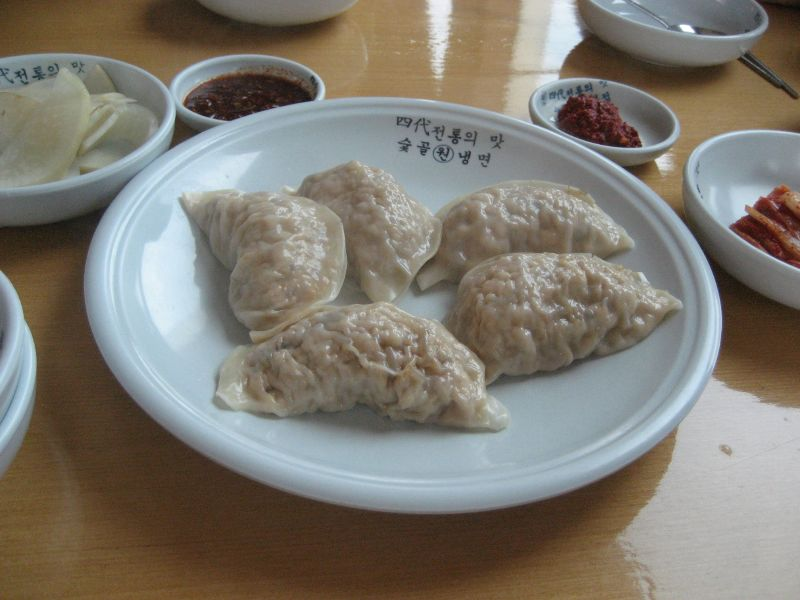
平壌風キムチマンドゥ

## 歴史
10世紀より朝鮮半島を支配した高麗王朝は仏教を国教としたため、殺生を禁じる考えから肉食も忌避された。後に高麗は遊牧民国家であるモンゴルの支配を受けることで肉食への忌避感情も緩和され、肉を主要な素材とするモンゴル料理の一つとして持ち込まれたマンドゥが広まったという。現在のモンゴル料理には、マンドゥに似たボーズという料理が存在する。
もう一つの説は、マンドゥはそれ以前の時代に中東からシルクロードを経由して朝鮮半島に伝来したというものである。チョン・ヘギョン湖西大学校教授によると、ダンプリングや麺など多くの小麦から作られる食品はメソポタミアに発し、そこから周囲へと徐々に伝播した。また、それがシルクロードに沿って東へ広がるうちに、マンドゥのような多くの派生的な種類が中央アジアと東アジアに残された。

## トリビア
- 2003年の韓国映画『オールド・ボーイ』で、監禁されたオ・デスは大嫌いなクンマンドゥを毎日食べさせられる。解放されたオ・デスはクンマンドゥを出す飲食店を食べ歩き、監禁されていた場所をつきとめる[4]。
- Wonder Girlsのメンバー、ソヒは頬の形がマンドゥに似ているため、しばしばマンドゥと呼ばれる[5]。
- 2021年11月8日放送の100%!アピールちゃんにおいて餃子と間違われやすい料理として紹介された